# Railways Économiques de Liège-Seraing et Extensions

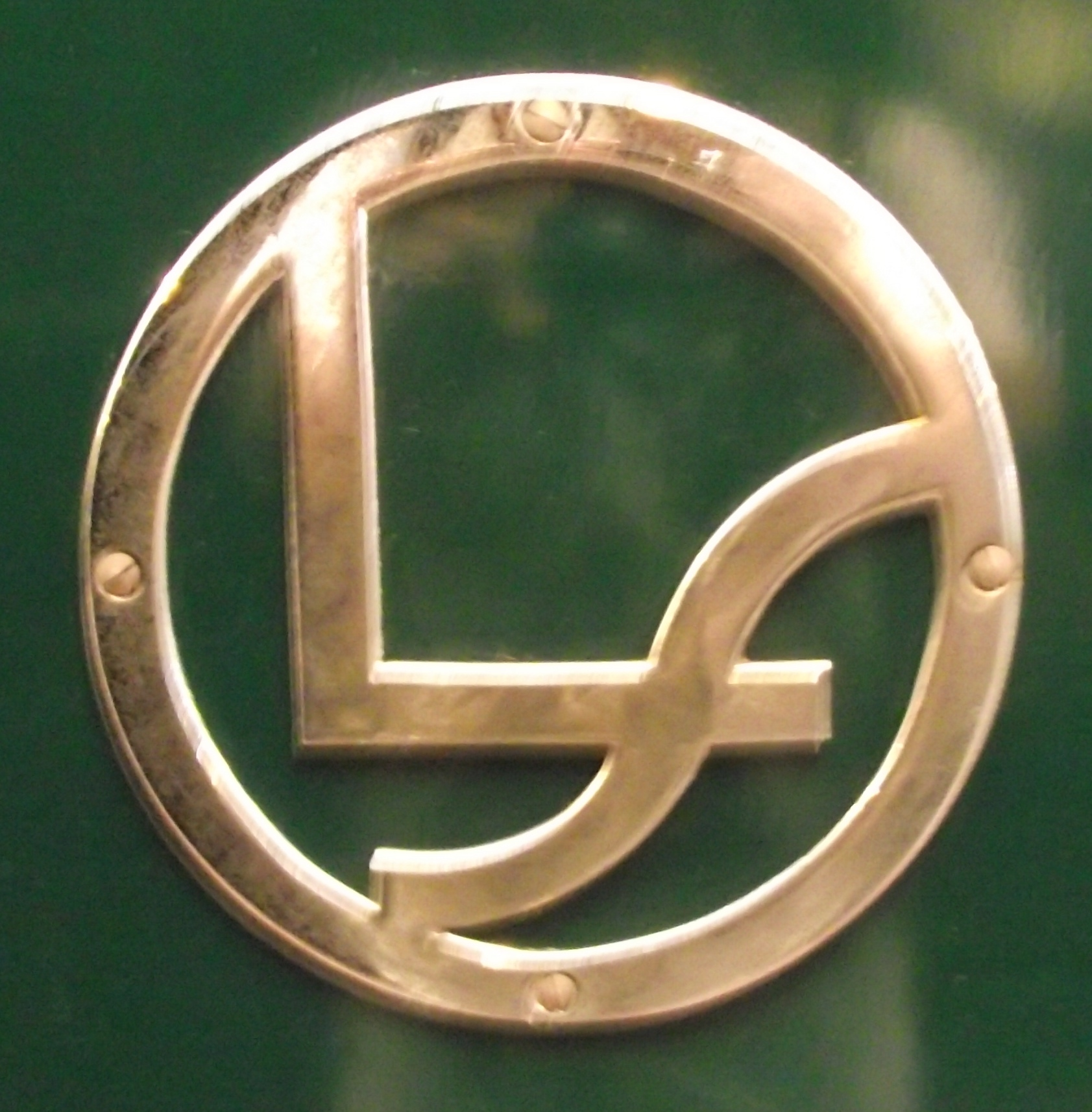
RELSE-logo op de trams.

De Société Anonyme des Railways Économiques de Liège-Seraing et Extensions, afkorting RELSE, was een vervoersbedrijf dat op 21 juli 1881 opgericht is door baron Empain om de tramlijn van Luik naar Jemeppe-sur-Meuse te exploiteren. Deze maatschappij had belangen in veel trambedrijven in België en was een belangrijke pachter bij veel NMVB-tramlijnen.

## Luik
In Luik exploiteerde dit bedrijf een tramnet, naast dat van het stadsbedrijf TULE (Tramways unifiés de Liège et Extensions) en de NMVB. Op 28 augustus 1961 werden de RELSE-tramlijnen overgenomen door de STILS (Société des Transports Intercommunaux de Liège-Seraing) die op zijn beurt op 23 april 1964 werd overgenomen door de STIL, die alle tramlijnen van Luik ging exploiteren. Zowel de TULE- als RELSE-lijnen waren normaalsporig. Hierdoor konden beide tramnetten gecombineerd worden. De metersporige NMVB-tramlijnen waren al in 1961 opgeheven. Naast trams gebruikte de RELSE in Luik ook trolleybussen en bussen.

### Tramnet

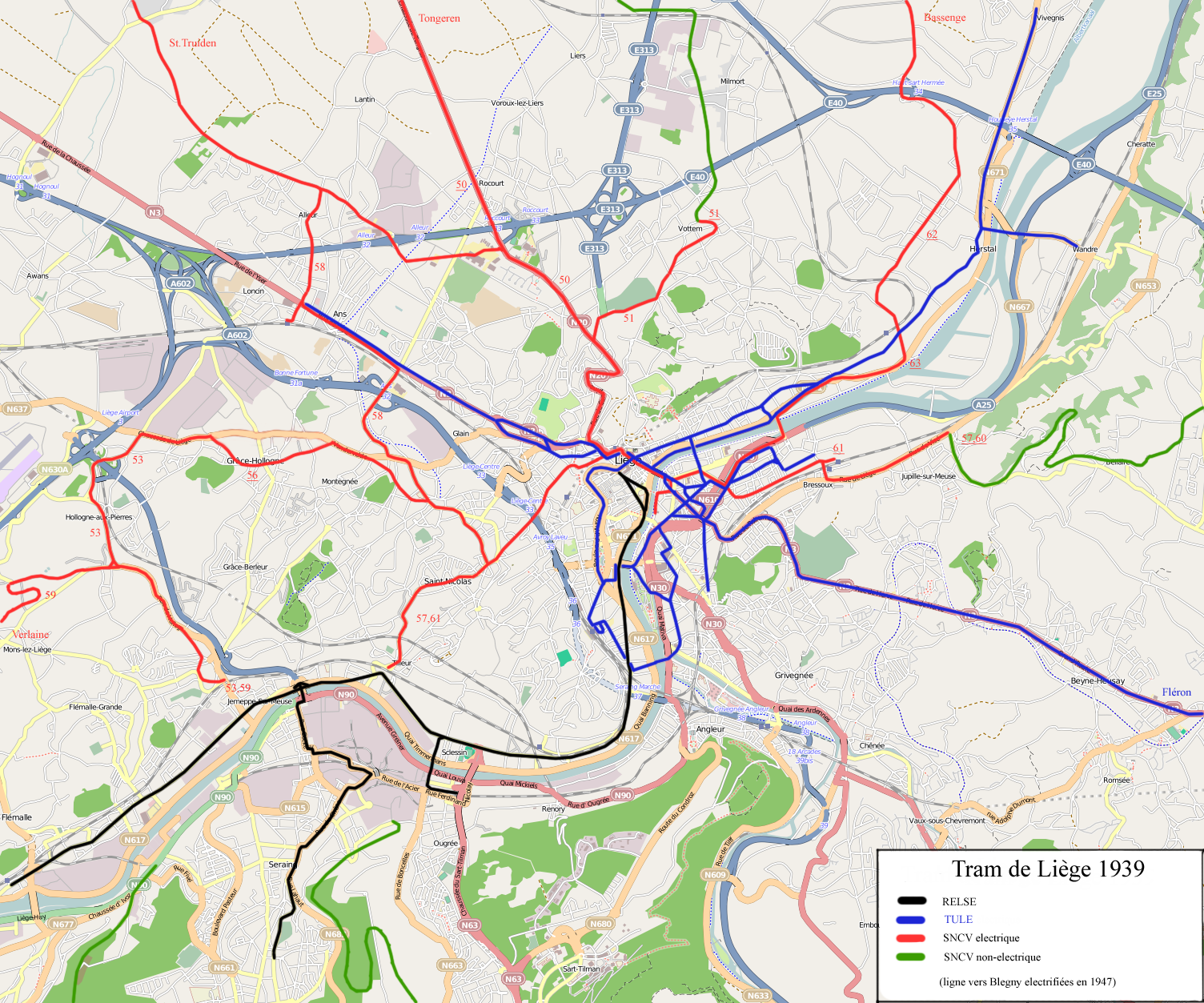
Kaart met RELSE-lijnen in het zwart

De eerste RELSE-tramlijn werd in 1882 geopend met stoomtractie. Op 9 augustus 1893 werd de eerste elektrificatie van een Luikse tramlijn uitgevoerd bij de Tramways Liégeois. Vrij snel daarna elektrificeerden de Luikse trammaatschappijen hun lijnen. Het RELSE-tramnet had een lengte van 21 kilometer in het zuidwesten van Luik. Het tramnet bestond uit een hoofdlijn die van het theater, in het Luikse stadshart, de linker Maasoever volgde tot het station Flémalle-Haute. Van de hoofdlijn was er een korte zijtak die de Maas overstak en het station Ougrée bediende. Een langere zijtak stak de Maas over bij Pont de Seraing, reed door het industrieterrein van Cockerill en klom daarna de heuvel op om het dorp van Seraing te bereiken. De RELSE-lijnen verbonden de talrijke industrieën langs de Maas met Luik en het dorp Seraing.

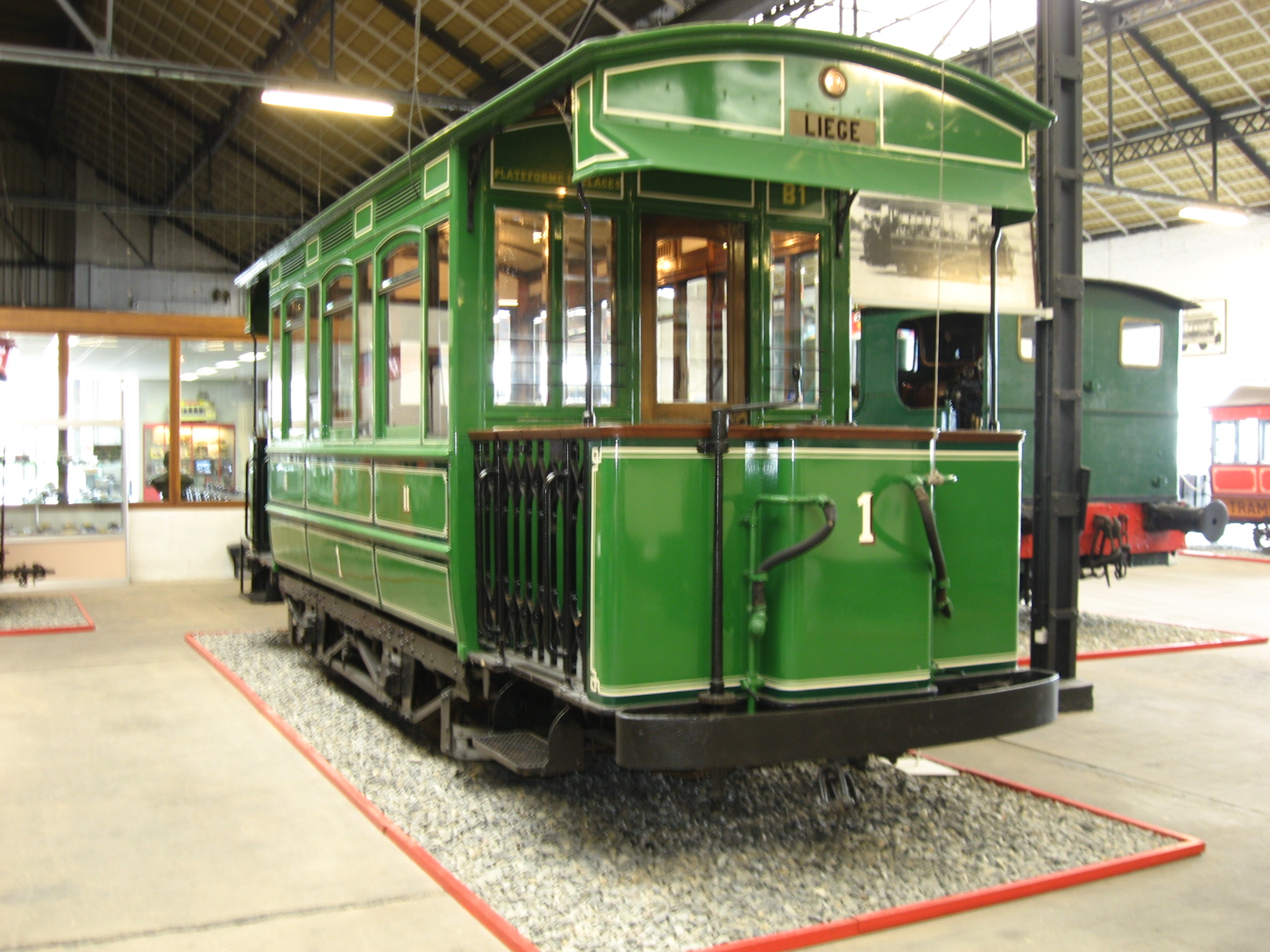
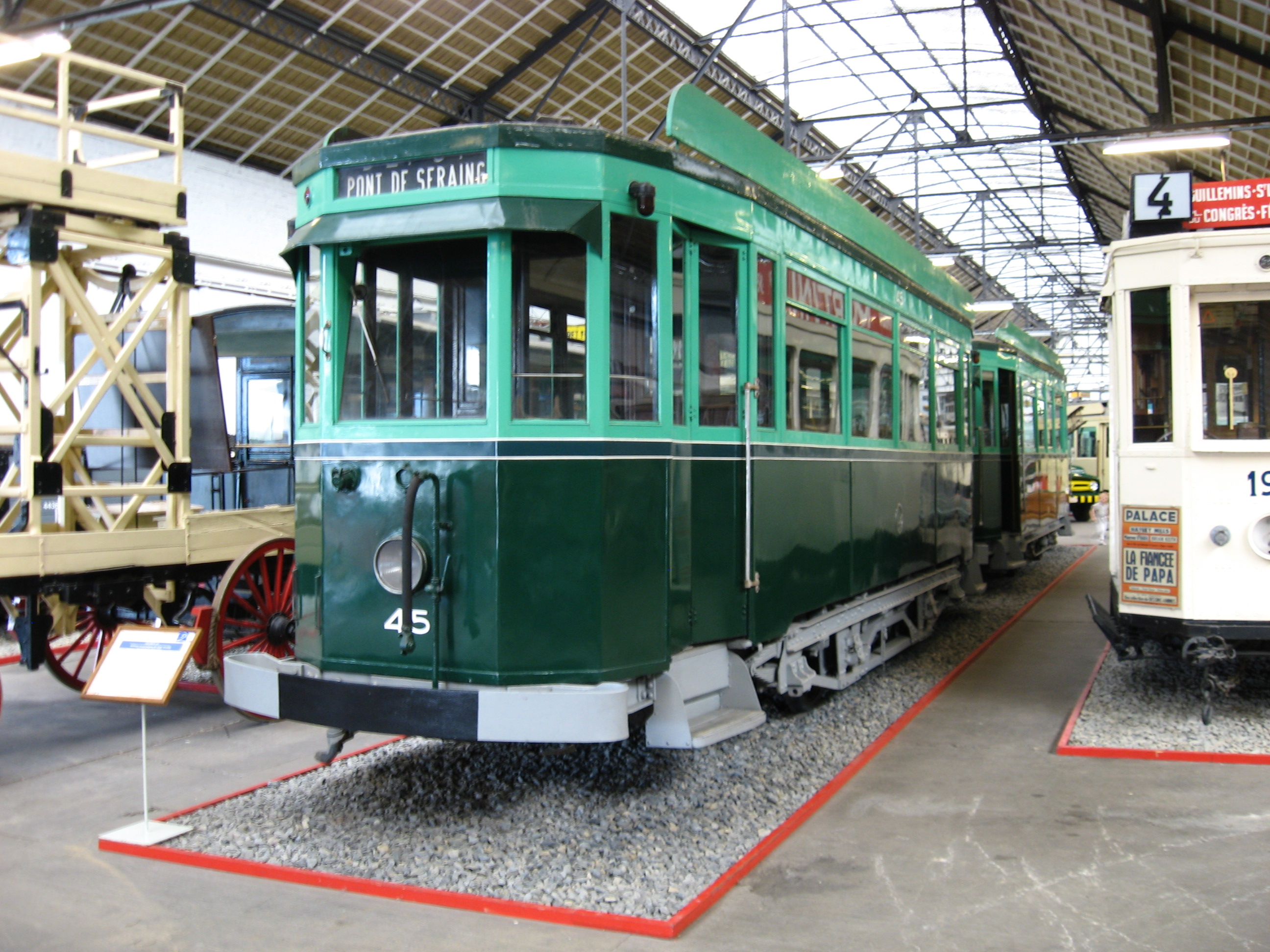
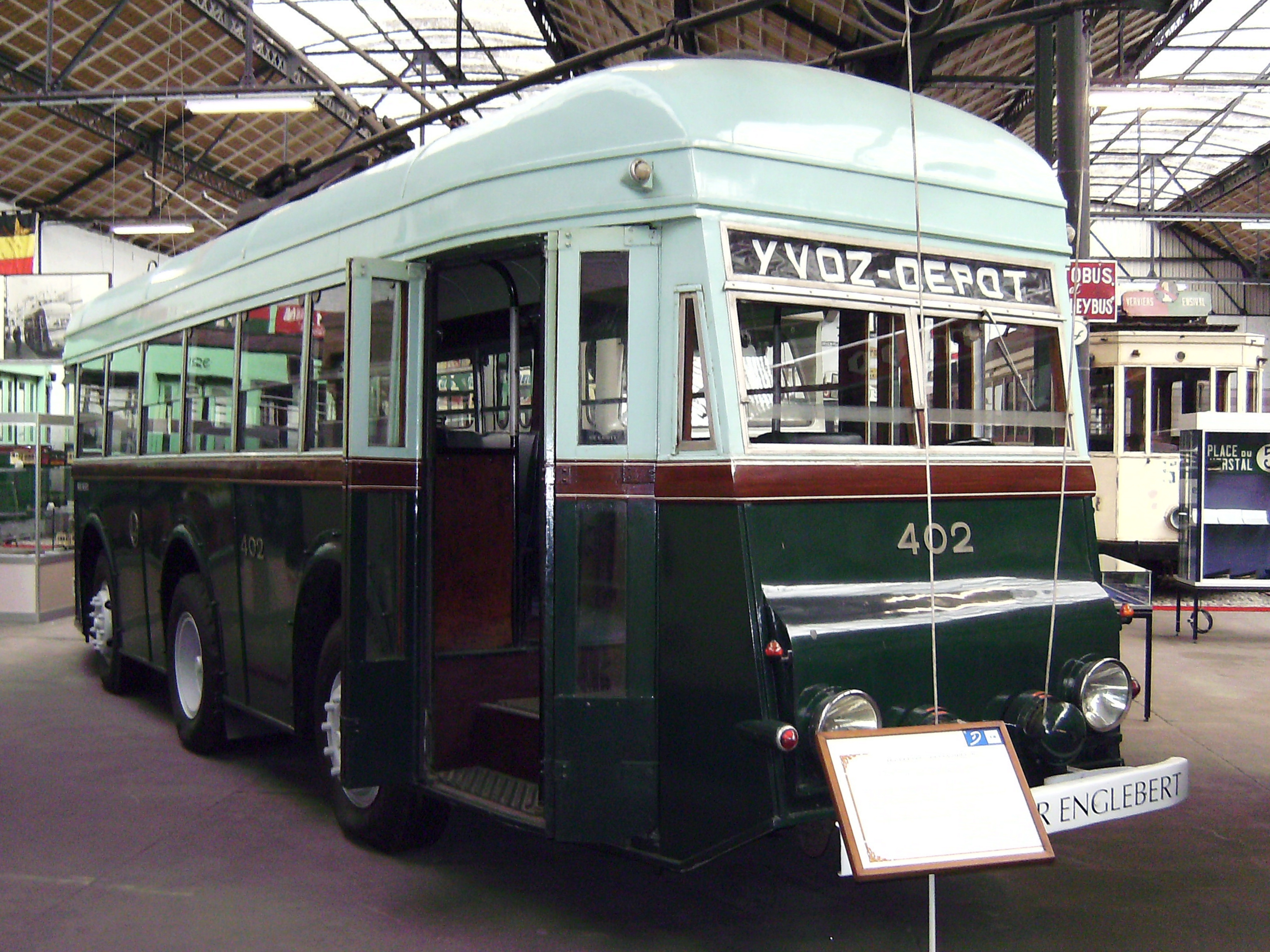

## Andere spoorbelangen
Als dochtermaatschappij van de baron Empain holding had het bedrijf veel belangen. Trad op onder meer als pachter in:
- De drie buurtspoorlijnen die Maastricht aandeden: De 484, 485 en de 479. Verder de lijn 480 van Tongeren naar Fexhe-le-Haut-Clocher. (Zie Buurtspoorwegen van de provincie Limburg)
- In de begintijd was de RELSE een pachter van de kustlijn. Later werd de pacht overgenomen door de SELVOP, een zustermaatschappij van RELSE.

De maatschappij stichtte diverse dochtermaatschappijen. Waaronder:
- TEPCE: Tramways Électriques du Pays de Charleroi et Extensions (stadsbedrijf Charleroi)
- TEG: SA des Tramways Électriques de Gand. Een maatschappij gezamenlijk opgericht met de Compagnie Générale des Railways à voie étroite, om de Gentse stadstram te exploiteren.